# دولار جامايكي
الدولار الجامايكي (بالإسبانية: Jamaican dollar) (رمز أيزو 4217: JMD) هي العملة المستخدة في جامايكا.